# Liste der Hochhäuser in Kentucky
In der Liste der Hochhäuser in Kentucky werden die Hochhäuser im US-Bundesstaat Kentucky ab einer strukturellen Höhe von 75 Metern aufgezählt. Das bedeutet die Höhe bis zum höchsten Punkt des Gebäudes ohne Antenne. Aufgezählt werden nur fertiggestellte und im Bau befindliche Hochhäuser.

## Auflistung der Hochhäuser nach Höhe
| Nr. | Name                            | Stadt         | Höhe                        | Etagen | Baujahr | Status |
| --- | ------------------------------- | ------------- | --------------------------- | ------ | ------- | ------ |
| 1.  | Aegon Center                    | Louisville    | 167,3 m                     | 35     | 1993    | Erbaut |
| 2.  | National City Tower             | Louisville    | 157,5 m                     | 40     | 1972    | Erbaut |
| 3.  | PNC Plaza                       | Louisville    | 128 m                       | 30     | 1971    | Erbaut |
| 4.  | Humana Building                 | Louisville    | 127,1 m                     | 27     | 1985    | Erbaut |
| 5.  | Lexington Financial Center      | Lexington     | 125 m                       | 39     | 1987    | Erbaut |
| 6.  | Waterfront Plaza                | Louisville    | 112 m (Höhe bis zur Spitze) | 25     | 1993    | Erbaut |
| 7.  | Waterfront Place                | Louisville    | 111 m                       | 22     | 2004    | Erbaut |
| =   | Meidinger Tower                 | Louisville    | 111 m                       | 26     | 1982    | Erbaut |
| =   | B & W Tower                     | Louisville    | 111 m                       | 26     | 1982    | Erbaut |
| 10. | Capitol Plaza Office Tower      | Frankfort     | 103 m                       | 28     | 1972    | Erbaut |
| 11. | 300 West Vine                   | Lexington     | 101,5 m                     | 23     | 1979    | Erbaut |
| 12. | Louisville Gas & Electric       | Louisville    | 100 m                       | 23     | 1989    | Erbaut |
| 13. | Galt House Hotel                | Louisville    | 99 m                        | 25     | 1972    | Erbaut |
| 14. | Bank One Building               | Louisville    | 95 m                        | 24     | 1972    | Erbaut |
| 15. | RiverCenter 1                   | Covington     | 93,9 m                      | 19     | 1990    | Erbaut |
| 16. | Pearce-Ford Tower               | Bowling Green | 93 m                        | 27     | 1971    | Erbaut |
| 17. | Madison Place                   | Covington     | 91,6 m                      | 18     | 2001    | Erbaut |
| 18. | The Ascent at Roebling’s Bridge | Covington     | 89,3 m                      | 21     | 2008    | Erbaut |
| 19. | RiverCenter 2                   | Covington     | 89 m                        | 17     | 1998    | Erbaut |
| 20. | The 800                         | Louisville    | 88 m                        | 29     | 1963    | Erbaut |
| 21. | 1400 Willow Avenue              | Louisville    | 84,5 m                      | 21     | 1980    | Erbaut |
| 22. | Kirwan Tower                    | Lexington     | 80,5 m                      | 23     | 1969    | Erbaut |
| =   | Blanding Tower                  | Lexington     | 80,5 m                      | 23     | 1969    | Erbaut |
| =   | Blanton House                   | Louisville    | 80,5 m                      | 20     | 1972    | Erbaut |
| 25. | Galt House East                 | Louisville    | 76,6                        | 20     | 1985    | Erbaut |
| 26. | Patterson Office Tower          | Lexington     | 76,2 m                      | 20     | 1969    | Erbaut |
| 27. | Heyburn Building                | Louisville    | 76 m                        | 17     | 1927    | Erbaut |
| 28. | Hyatt Regency Louisville        | Louisville    | 75 m                        | 18     |         | Erbaut |